# Dicrotendipes notatus
Dicrotendipes notatus är en tvåvingeart som först beskrevs av Johann Wilhelm Meigen 1818.  Dicrotendipes notatus ingår i släktet Dicrotendipes och familjen fjädermyggor. Arten är reproducerande i Sverige. Inga underarter finns listade i Catalogue of Life.